# Carol Shaw
Carol Shaw (Palo Alto, 1955) è un'autrice di videogiochi statunitense, tra le prime donne progettiste e programmatrici di videogiochi.
Shaw è meglio conosciuta per aver creato lo sparatutto a scorrimento verticale River Raid (1982) su Atari 2600. Ha lavorato per Atari, Inc. dal 1978 al 1980, dove ha progettato diversi giochi tra cui 3-D Tic-Tac-Toe (1978) e Video Checkers (1980), entrambi per Atari 2600. Ha lasciato lo sviluppo di videogiochi nel 1984 ed è andata in pensione anticipata nel 1990.
Carol Shaw vive in California; è sposata con Ralph Merkle, un ricercatore in crittografia e nanotecnologie, dal 1983.

## Biografia
Carol Shaw è nata nel 1955 ed è cresciuta a Palo Alto, in California. Suo padre era un ingegnere meccanico ed ha lavorato allo Stanford Linear Accelerator Center. Da bambina Shaw si è interessata modellismo ferroviario giocando con il set di suo fratello, un hobby che avrebbe portato avanti fino al college. Shaw ha usato per la prima volta un computer al liceo, scoprendo che poteva giocare a giochi di testo. Ha frequentando poi l'Università della California - Berkeley, laureandosi in ingegneria elettronica e informatica nel 1977. Ha poi proseguito gli studi per completare un master's degree in informatica sempre a Berkeley.

### In Atari
Shaw è stata assunta alla Atari, Inc. nel 1978, appena dopo aver concluso il suo master, per lavorare su giochi per "Atari VCS" (in seguito chiamato 2600) con il ruolo di "Microprocessor Software Engineer". Il suo primo progetto è stato Polo, un tie-in promozionale per l'omologa colonia di Ralph Lauren. Il gioco ha raggiunto la fase di prototipo, ma Atari ha scelto di non pubblicarlo.

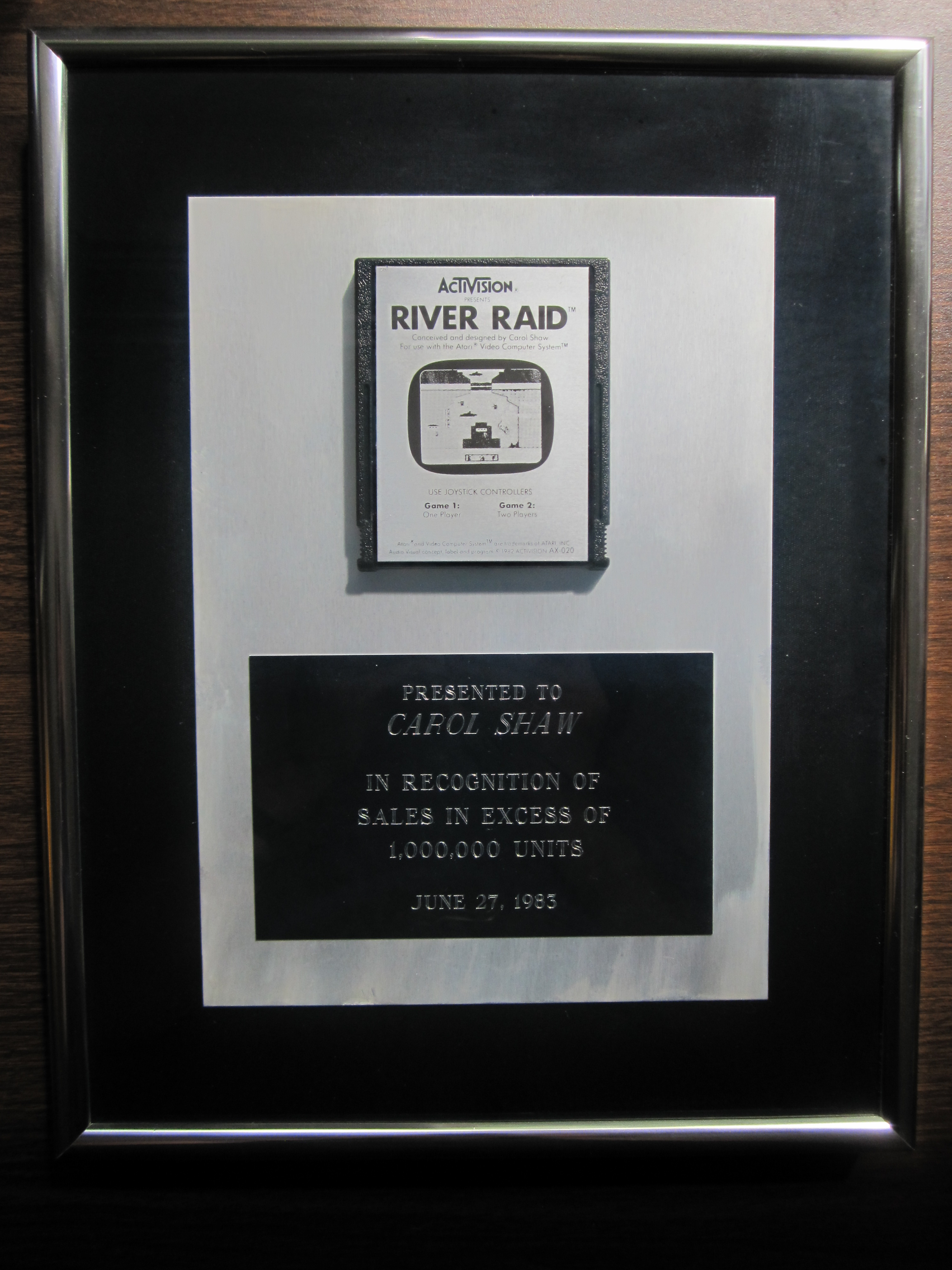
Il riconoscimento platino per 1000000 di copie vendute di River Raid nel giugno 1983.

Il primo gioco pubblicato che ha progettato Shaw è stato 3-D Tic-Tac-Toe per l'Atari 2600 nel 1978. Ha anche progettato Video Checkers (1980) e ha collaborato a due titoli: un porting del gioco a gettoni Super Breakout con Nick Turner e Othello con Ed Logg (1981). Il collega Mike Albaugh in seguito l'ha inserita in una lista delle "superstar meno pubblicizzate" di Atari, affermando: «Dovrei includere Carol Shaw, che era semplicemente il miglior programmatore del MOS 6502 e probabilmente uno dei migliori programmatori del periodo....in particolare, [lei] ha creato i kernel [del 2600]. Era la ragazza a cui rivolgersi per quel genere di cose».
Shaw ha lavorato a diversi progetti per la famiglia di computer domestici Atari 8 bit. Nel 1979 con Keith Brewster, ha scritto "Atari BASIC Reference Manual" e ha sviluppato l'applicazione programmabile Calculator, pubblicata da Atari su floppy disk nel 1981.

### In Activision
Shaw ha lasciato Atari nel 1980 per lavorare in Tandem Computers come programmatore di linguaggio assembly, per poi entrare in Activision nel 1982. Il suo primo gioco è stato River Raid (1982) per Atari 2600, ispirato al gioco arcade del 1981, Scramble. Il gioco è stato un grande successo per Activision e personalmente redditizio per Shaw.
Shaw ha poi progettato Happy Trails (1983) per Intellivision e ha convertito River Raid sulla famiglia Atari 8 bit e Atari 5200. Ha lasciato Activision nel 1984.

### Dopo i videogiochi
Nel 1984 Shaw tornò a lavorare in Tandem. È andata in pensione anticipata nel 1990 e successivamente ha svolto attività di volontariato, inclusa una posizione presso l'Istituto Foresight. Ha definito il successo di River Raid come un fattore significativo che le ha permesso di andare presto in pensione.
Shaw ha ricevuto il premio "Icona dell'industria" ai The Game Awards 2017. Nello stesso anno, ha donato i suoi cimeli di gioco, inclusi giochi, scatole, codice sorgente e progetti, al The Strong National Museum of Play.

## Videogiochi sviluppati
Atari 2600
- 3D Tic-Tac-Toe (Atari, 1978)
- Video Checkers (Atari, 1980)
- Super Breakout (Atari, 1981) con Nick Turner
- Othello (Atari, 1981) con Ed Logg
- River Raid (Activision, 1982)

Intellivision
- Happy Trails (Activision, 1983)

Famiglia Atari a 8 bit
- Calculator (Atari, 1979)
- River Raid (Activision, 1983) conversione della versione Atari 2600 per computer Atari 8 a bit e Atari 5200.

Non pubblicati
- Polo (Atari, 1978)